# سی و چهارمین دوره کتاب سال جمهوری اسلامی ایران
اختتامیه سی و چهارمین دوره کتاب اسل ایران ۱۹ بهمن‌ماه ۱۳۹۵، با حضور حسن روحانی رئیس‌جمهور، محمد باقر نوبخت سخنگوی دولت، سید رضا صالحی امیری وزیر فرهنگ و ارشاد اسلامی و اصحاب قلم و فرهنگ در تالار وحدت برگزار شد. در این مراسم از برگزیدگان و شایسته تقدیرها تجلیل شد.

#### برگزیدگان
| بخش          | شاخه               | نام کتاب                                                            | پدیدآورنده(ها)                                    | ناشر                                   | سال انتشار |
| ------------ | ------------------ | ------------------------------------------------------------------- | ------------------------------------------------- | -------------------------------------- | ---------- |
| دین          | حدیث               | فقه الحدیث مباحث نقل به معنا                                        | تألیف احمد پاکتچی                                 | دانشگاه امام صادق                      | ۱۳۹۴       |
| دین          | عرفان و تصوف       | تحریر رساله الولایه شمس الوحی تبریزی سید محمد حسین طباطبایی         | تألیف: عبدالله جوادی آملی تحقیق: حمیدرضا ابراهیمی | اسراء                                  | ۱۳۹۴       |
| دین          | سیره معصومین       | موسوعه عبدالله بن عباس حبرالامه و ترجمان القرآن                     | تألیف: سید محمد مهدی موسوی خرسان                  | مرکز الابحاث العقائدیه                 | ۱۳۹۴       |
| زبان         | زبان‌های باستانی    | زبان مازندرانی (طبری) توصیف زبانشناختی (تحقیقی میدانی ـ اطلس زبانی) | تألیف: فردوس آقاگل‌زاده                            | دانشگاه تربیت مدرس، مرکز نشر آثار علمی | ۱۳۹۴       |
| علوم خالص    | فیزیک              | فرهنگ فیزیک                                                         | تألیف: لطیف کاشیگر ویراستاری: عبدالحسن بصیره      | فرهنگ معاصر                            | ۱۳۹۴       |
| علوم کاربردی | پزشکی              | درسنامه طب خواب                                                     | تألیف: میرفرهاد قلعه‌بندی                          | ارجمند                                 | ۱۳۹۴       |
| هنر          | موسیقی             | تحلیل ردیف: براساس نت‌نویسی ردیف میرزا عبدالله با نموداری تشریحی     | تألیف: داریوش طلایی                               | نشر نی                                 | ۱۳۹۴       |
| ادبیات       | رمان و داستان بلند | لم‌یزرع                                                              | تألیف: محمدرضا بایرامی                            | کتاب نیستان                            | ۱۳۹۴       |
| ادبیات       | داستان کوتاه       | بازار خوبان                                                         | تألیف: آرش صادق‌بیگی                               | مؤسسه انتشارات نگاه                    | ۱۳۹۴       |
| ادبیات       | داستان کوتاه       | روباه شنی                                                           | تألیف: محمد کشاورز                                | نشر چشمه                               | ۱۳۹۴       |